# Bartolomé Bermejo

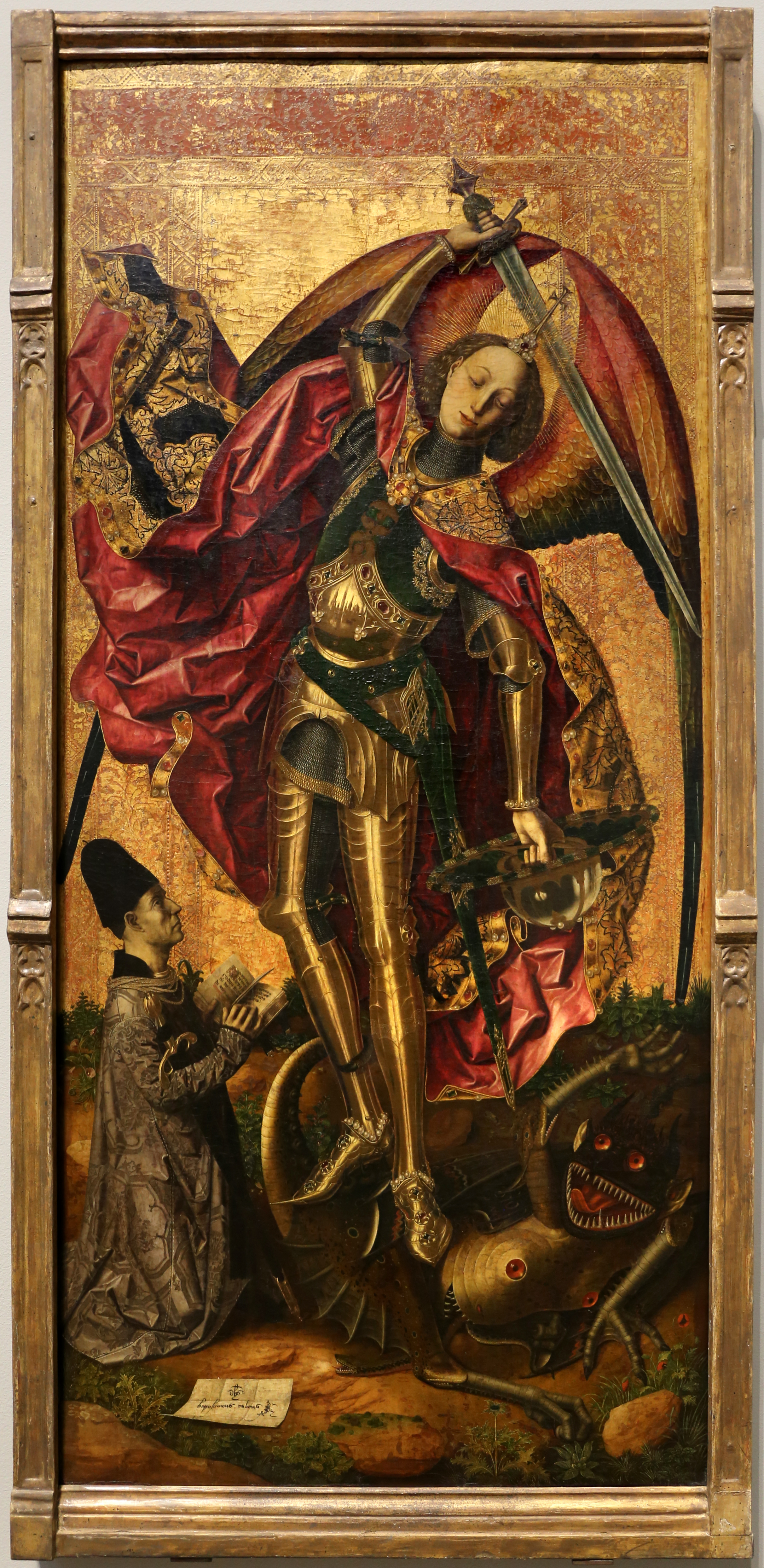
Sant Miquel triomfant sobre el dimoni a la National Gallery de Londres

Bartolomé Bermejo, dit també Bartolomé de Cárdenas i el itinerante (Còrdova?, cap a 1440 – Barcelona, cap a 1498) va ser un pintor actiu a la Corona d'Aragó, a la fi del segle xv. Bermejo és considerat un dels més importants artistes gòtics de la península Ibèrica.

## Biografia
De la vida de Bartolomé Bermejo, un dels més destacats pintors de l'estil hispanoflamenc, amb prou feines es tenen dades. Es pensa que va néixer a Còrdova, ja que en 1490 va signar la Pietat de la catedral de Barcelona amb la fórmula «Bartolomeus Vermeio Cordubensis», encara que segons Fernando Marías (Universitat Autònoma de Madrid), les lletres de la C a la E han estat retocades. El seu cognom real era Cárdenas i l'apel·latiu Bermejo (o Rubeus en llatí) podria ser degut al seu aspecte físic; poder ser pèl-roig, o tenia la pell rogenca, o agradar de vestir peces d'aquest color.
Va treballar principalment als territoris de la Corona d'Aragó. Va col·laborar amb Martí Bernat i Miguel Ximénez, entre d'altres, que es considera que són els seus continuadors. Va estar a València, on va deixar el Sant Miquel de l'església de Tous (1468) signat «Bartolomeus Rubeus», actualment a la National Gallery, Londres, amb un donant perfectament caracteritzat a la manera de Dierick Bouts. Allà hauria entrat en contacte amb el pintor d'origen flamenc, Lluís Alimbrot qui li facilità l'estada a Flandes entre 1450 i 1460, any que podria haver obtingut el rang de "mestre pintor" amb la taula de la Dormició de la Verge. Després es documenta la seva activitat com a pintor a Saragossa (1474-1477) i Barcelona (1486-1495) i, després, és possible que passés a Castella, per encàrrec d'Isabel la Catòlica.
Per raó, molt possiblement, de la seva condició de jueu convers, Bermejo va ser un artista nòmada, que va haver de treballar en diverses poblacions; i ja que el sistema gremial impedia el treball a artistes forans, va haver d'associar-se amb artífexs locals, que van resultar ser sempre inferiors a ell.
Es documenta la seva activitat com a pintor a Daroca entre 1474 i 1477, ocupat en el retaule major de la parròquia de Santo Domingo de Silos, encara que la seva presència en aquesta ciutat és possible que sigui alguna cosa anterior. En 1477 es va traslladar a Saragossa on consta la seva presència fins a finals de 1484, amb obres a la Seu del Salvador i la primitiva Església del Pilar, per la qual en col·laboració amb Martí Bernat va executar el retaule del mercader Joan Lobera, contractat el 1479 i lliurat el 10 de desembre de 1484.
Des de 1486 està documentat a Barcelona, on va competir amb Jaume Huguet per a l'adjudicació de la pintura de les portes de l'orgue de Santa Maria del Mar i va signar en 1490 el retaule de la Pietat amb sant Jeroni i el donant, el canonge Lluís Desplà. Havia de residir encara a Barcelona el 1498, quan es data la Santa Faç de la catedral de Vic, la seva última obra documentada. Les últimes ressenyes sobre ell al·ludeixen a treballs menors, com el disseny de vitralls, de manera que se suposa que la seva etapa final va ser econòmicament precària.

## Estil
Pel seu estil, s'ha suposat per molt temps que Bartolomé Bermejo va estudiar a Flandes, però no hi ha documentació que doni suport a una estada en terres tan llunyanes, i avui es tendeix a pensar que Bermejo es va inspirar en pintures flamenques que arribaven a la península. Ignorat per la historiografia de l'art durant segles, el descobriment d'aquest pintor es remunta al començament del segle xx. Avui dia, Bermejo és considerat un dels més importants artistes gòtics de la península Ibèrica.
L'obra de Bartolomé Bermejo s'emmarca a la pintura gòtica del segle xv, dintre de la tendència hispanoflamenca. Encara que va néixer a Còrdova, el seu estil no és andalús, sinó que és el mestre més representatiu de l'escola aragonesa.
El seu estil està influït per l'escola dels primitius flamencs, en particular per Roger van der Weyden, Jan van Eyck, Petrus Christus i Dirk Bouts.
Trets flamencs en el seu art són el domini de la perspectiva, la representació minuciosa dels detalls i l'òptima tècnica de la pintura a l'oli. Altres trets són la seva profunda força i el naturalisme en els paisatges.

## Obra
La major part de la seva obra radica en territoris de l'antiga Corona d'Aragó. La temàtica és religiosa.
| Imatge | Datació   | Títol                                                                                   | Tècnica i notes | Localització i procedència                                                                                         |
| ------ | --------- | --------------------------------------------------------------------------------------- | --- | --- |
|        | 1460-1462 | Dormició de la Mare de Déu                                                              | Escena d'interior amb una finestra al fons que deixa passar la llum. | Berlín, Bode Museum Procedeix d'una església d'Aragó                                                               |
|        | 1468      | Mare de Déu de la Llet                                                                  | Oli sobre fusta, 52,8 x 43,3 cm Taula del retaule de l'església de Sant Domènec de València | València, Museu de Belles Arts de València Procedeix de Sant Domènec de València.                                  |
|        | 1468      | Sant Miquel triomfant sobre el dimoni                                                   | Oli sobre fusta Taula central del retaule, donada per Antoni Joan, senyor de Tous, que hi apareix amb el saltiri | Londres, National Gallery Procedeix de Tous, a la Ribera Alta.                                                     |
|        | 1468-1474 | Crist recolzat sobre dos àngels                                                         | | Castell de Peralada                                                                                                |
|        | 1474-1477 | Retaule de Sant Domènec de Silos                                                        | Oli sobre fusta Es conserva fragmentàriament | Madrid, Museo del Prado Procedent de l'església de Santo Domingo de Silos de Daroca                                |
|        |           | Sant Domènec de Silos                                                                   | Oli sobre fusta, 242 x 130 cm Sant Domènec de Silos entronitzat com a abat, taula central d'un retaule | |
|        |           | Ferran I de Castella acollint Sant Domènec de Silos                                     | Oli sobre fusta, 145 cm x 94 cm En col·laboració amb Martí Bernat | |
|        | 1474-1485 | Sant Agustí al seu estudi                                                               | Oli sobre fusta | Chicago, Art Institute                                                                                             |
|        | 1474-1480 | Retaule de Santa Engràcia                                                               | | Les taules conservades es reparteixen en diferents museus Procedent de Daroca                                      |
|        |           | Taula central del retaule                                                               | | Boston, Isabella Stewart Gardner Museum                                                                            |
|        |           | Detenció de Santa Engràcia                                                              | | San Diego, San Diego Museum of Art                                                                                 |
|        |           | Flagel·lació de Santa Engràcia                                                          | | Bilbao, Museo de Bellas Artes                                                                                      |
|        |           | Crucifixió                                                                              | Taula superior del retaule de Santa Engràcia | Daroca, Colegiata                                                                                                  |
|        |           | Predel·la del retaule de Santa Engràcia                                                 | | |
|        | 1474-1480 | Retaule de la Misericòrdia                                                              | | Les taules conservades es reparteixen en diferents museus Procedent de Daroca                                      |
|        | 1479-1484 | Mare de Déu de la Misericòrdia                                                          | Obra conjunta amb Martí Bernat | Museu d'Art Grand Rapids (Michigan) Part d'un retaule per al Pilar de Saragossa.                                   |
|        | 1479-1484 | Sant Vicenç i sant Llorenç                                                              | Obra conjunta amb Martí Bernat | Col·lecció Casacuberta Marsans Part d'un retaule per al Pilar de Saragossa.                                        |
|        | 1479-1484 | El miracle de la neu                                                                    | Obra conjunta amb Martí Bernat | Barcelona, col·lecció de Laia Bosch Part d'un retaule per al Pilar de Saragossa.                                   |
|        | 1480      | Resurrecció i Davallament de Crist als Llimbs                                           | | Barcelona, Museu Nacional d'Art de Catalunya Procedent d'un retaule de Daroca                                      |
|        | 1480      | Crist guiant als patriarques al Paradís + Ascensió                                      | | Barcelona, Institut Amatller d'Art Hispànic (cedides en comodat al Museu Nacional d'Art de Catalunya on s'exposa). |
|        | 1485 ca.  | Retaule de la Mare de Déu de Montserrat (en italià Retablo della Vergine di Montserrat) | Bermejo és l'autor de la taula central del tríptic, la que representa la Mare de Déu; les taules laterals representen aspectes de les vides de sants, entre els quals sant Sebastià, i són obra de Roderic d'Osona. Oli sobre taula. | Acqui Terme, Catedral, a la sagristia                                                                              |
|        | 1490 ca.  | Sant Damià                                                                              | Taula d'un retaule | Lisboa, Museu Nacional d'Art Antic                                                                                 |
|        | 1490      | Pietat Desplà                                                                           | Deguda al mecenatge de Lluís Desplà i d' Oms, que hi apareix representat. Molt expressiva, en destaca el paisatge, ample i profund. Oli sobre taula.                                                                                 | Barcelona, Catedral de Barcelona                                                                                   |
|        | 1490 ca.  | Adoració dels Reis                                                                      | | Granada (Andalusia), Capella Reial                                                                                 |
|        | 1493-1495 | Noli me tangere                                                                         | Vitrall del baptisteri de la catedral. Dibuixada per Bermejo, l'obra de vidra fou feta per Gil Fontanet Vitrall. | Barcelona, Catedral de Barcelona                                                                                   |
|        | 1495.     | Santa Faç                                                                               | | Granada (Andalusia), Capella Reial                                                                                 |